# Osman López García
Osman Eduardo López García (San José, 16 de diciembre de 1979) es un futbolista costarricense. Jugaba como mediocampista y actualmente se encuentra retirado.

## Clubes
| Club                 | País       | Año         |
| -------------------- | ---------- | ----------- |
| Deportivo Saprissa   | Costa Rica | 1998 - 2000 |
| Santa Bárbara        | Costa Rica | 2001 - 2004 |
| Pérez Zeledón        | Costa Rica | 2005 - 2006 |
| Brujas FC            | Costa Rica | 2006 - 2010 |
| Barrio México        | Costa Rica | 2010 - 2011 |
| Brujas FC            | Costa Rica | 2011 - 2012 |
| Cartaginés           | Costa Rica | 2012        |
| Deportivo Malacateco | Guatemala  | 2013        |
| Barrio México        | Costa Rica | 2014        |

## Palmarés
| Título        | Club      | Año  |
| ------------- | --------- | ---- |
| Invierno 2009 | Brujas FC | 2009 |